# Adriano Fiori
Adriano Fiori, född 17 december 1865, död 5 november 1950, var en italiensk botaniker.
Adriano Fiori var professor i växtsystematik, växtgeografi och skogsbotanik vid högre lantbruks- och skogsinstitutet i Florens. Han utgav ett flertal arbeten över Italiens, Eritreas och Etiopiens flora såsom Iconographia florae italicae, ossia flora italiana illustrata (tillsammans med Giulio Paoletti, 1895–1904, 2:a upplagan 1921), Boschi e piante legnose dell'Eritrea (i Biblioteca agraria coloniale, 7. 1909–1912), Nuovo flora analitica d’Italia (1923–1929) och Filicinae, Equisitinae, Lycopodinae (i Flora italica cryptogama. 5, 1943).